# ويليام مورتون (دراج)
ويليام مورتون هو دراج كندي، ولد في 20 يونيو 1880 في هونسلت ‏ في المملكة المتحدة، وتوفي في 21 مارس 1952 في تورونتو في كندا.

## وصلات خارجية
- ويليام مورتون على موقع أرشيف الدراجات (الإنجليزية)
- ويليام مورتون على موقع اللجنة الأولمبية الدولية (الإنجليزية)
- ويليام مورتون على موقع أوليمبيديا (الإنجليزية)
- ويليام مورتون على موقع اللجنة الأولمبية الكندية (الإنجليزية)